# Susanne Kandt-Horn
Susanne Kandt-Horn, geboren als Anna Susanne Nebe (* 3. Oktober 1914 in Eisenach; † 11. Juni 1996 in Ückeritz), war eine deutsche Malerin und Grafikerin. Sie gehörte mit ihrem Mann, dem Maler Manfred Kandt, ab 1954 zu dem eigenständigen Kreis der Usedomer Maler um Otto Manigk, Otto Niemeyer-Holstein und Herbert Wegehaupt. Nach der kulturpolitischen Wende in der DDR Anfang der 1970er Jahre fand neben den baugebundenen Arbeiten und den großformatigen starken Zinkografien (bei Gerhardt Günther, Halle/S.) besonders ihr malerisches Werk hohe gesellschaftliche Aufmerksamkeit.

## Leben
Der Vater Susanne Nebes war der Burgwart und Burghauptmann der Wartburg, Hermann Nebe; ihre Mutter war Irmgard Kürschner (1888–1961), eine Tochter des Lexikographen Joseph Kürschner. Susanne Nebe besuchte bis 1932 in Eisenach das Reform-Realgymnasium für Mädchen. Sie machte dann bis 1936 eine Ausbildung zur Buchhändlerin und besuchte die Eisenacher Zeichenschule von Hermann Blechschmidt (1882–1934).
Danach bildete sie sich in Berlin künstlerisch weiter beim Bildhauer Hermann Hosaeus, in dessen Haus sie auch wohnte, und im Abendstudium an der Hochschule für bildende Künste Berlin-Charlottenburg. Ab 1940 arbeitete sie als Technische Zeichnerin bei der Luftwaffe im Rahmen der obligaten Kriegsdienstverpflichtung. Zwischen 1942 und 1944 heiratete sie den Luftwaffenoffizier Johannes Horn und bekam zwei Kinder. 1944 fiel ihr Mann als Soldat dem Krieg zu Opfer. Ab 1945 wirkte sie als freischaffende Malerin in Eisenach. Dort gehörte sie zu den Gründern des Kulturbunds.
Ab 1954 lebte und arbeitete sie gemeinsam mit ihrem zweiten Ehemann, dem Maler und Grafiker Manfred Kandt (1922–1992), in Ückeritz, wo sie neben ihrer künstlerischen Arbeit von 1965 bis 1971 an der Polytechnischen Oberschule lehrte. Sie gehörte der Fraktion des Kulturbunds im Kreistag Wolgast an.
Susanne Kandt-Horn war befreundet mit Wilma Pietzke.
Ende der 1960er/Anfang der 1970er Jahre begann die Schaffensphase, für die sie in weiten Teilen der Bevölkerung bekannt wurde.

## Wirken
Susanne Kandt-Horn und ihr Ehemann waren Teil der Usedomer Künstlergruppe um die Maler Otto Manigk, Otto Niemeyer-Holstein und Herbert Wegehaupt. Anders als ihre Kollegen widmete sich das Paar auch großflächiger und monumentaler Kunst mit thematischen Bezügen.
Von 1961 bis 1963 unternahm sie Studienreisen nach Bulgarien und in die UdSSR, später folgten Reisen nach Italien, Großbritannien, Frankreich und in die Niederlande.
Im Zentrum des Schaffens von Susanne Kandt-Horn stand vom Anfang bis zum Ende ihres Wirkens das Menschenbild, wobei die Vielzahl ihrer konkreten wie allgemeinen Frauenbildnisse und Akte große gesamtgesellschaftliche Aufmerksamkeit fand. Die stilistische Wende in ihrem Schaffen Anfang der 1970er Jahre war begleitet von einer Hinwendung zu thematischen Arbeiten, angefangen bei Charitas 72 bis zu Bedrohung oder Merkwürdige Zusammenkunft oder Napoleon war nicht geladen, in denen sie ahnungsvoll bedeutende gesellschaftliche Veränderungen vorwegnahm. Susanne Kandt-Horn erhielt u. a. öffentliche Aufträge. So gehörte sie in der zweiten Hälfte der 1970er Jahre  zu der von ihrem Ehemann geleiteten Projektgruppe für die künstlerische Gestaltung des großen Ferienkomplexes „Roter Oktober“ (heute Hotel Baltic) der Wismut AG in Zinnowitz, und um 1980 schuf sie im damaligen NVA-Standort Prora/Rügen für den Speisesaal der Offiziershochschule für ausländische Militärs farbenfrohe Maskenbilder, die die Herkunft der Offiziersschüler aus Asien, Afrika und Lateinamerika symbolisierten.
Sie beherrschte verschiedenste Techniken: Ölmalerei, Aquarell, Zeichnung, Lithografie, Zinkografie, Mosaiken und Vorlagen für Gobelins.

## Werke (Auswahl)

### Tafelbilder
- Frau Aryanayakam, Allindischer Erziehungsminister (Öl, 1958, 90 × 60 cm)

- Junge Mutter (Mischtechnik, 1958)[4]
- Selbstbildnis (Tempera, 1958)[5]
- Die Komponistin Ruth Zechlin (Öl, 1964)[6]
- Stillleben mit Petroleumlampe (Öl, 1964)[7]
- Ruhende (Öl, 1965)[8]
- Mutter mit Kind (Öl, 79 × 59 cm, 1971)[9]
- Indische Studentinnen (Öl, 80 × 94 cm, vor 1972)[10]
- Liebespaar mit Gewehr (Öl, 1974)[11]
- Eines Tages werden die Menschen wie Brüder leben (Öl, 170 × 345 cm, 1974/1975)[12]

### Baugebundenes Werk
- Völkerfreundschaft (Wandbild in der Pausenhalle der Mittelschule Röbel-Müritz; Kunstharzemulsion auf Holz, 1958)[13]

### Essayistische Publikationen
- Man muss fühlen, was man macht. In: Bildende Kunst. Berlin 1959, S. 390–392.
- „Ich wollte den Impressionismus besiegen ...“ Paula Modersohn-Becker zum 100. Geburtstag. In: Bildende Kunst. Berlin 2/1976, S. 83–85.
- Phil. Otto Runge in den Augen einer Malerin. In: Philipp Otto Runge im Umkreis der deutschen und europäischen Romantik. Ernst-Moritz-Arndt-Universität Greifswald, 1979, S. 64–66.
- „Sie dachten, ich wäre Surrealistin.“ Hommage à Frida Kahlo. In: Bildende Kunst. Berlin 1983, S. 385–389

## Arbeiten im öffentlichen Besitz
- Beeskow, Kunstarchiv
- Deutscher Friedensrat e. V.
- Eisenach, Thüringer Museum
- Eisenhüttenstadt, Städtisches Museum
- Erfurt, Angermuseum
- Frankfurt/Oder, Museum Junge Kunst
- Gera, Kunstsammlungen
- Halle, Stiftung Moritzburg, Kunstmuseum des Landes Sachsen-Anhalt
- Heringsdorf, Seebad, Villa Irmgard – Maxim-Gorki-Gedenkstätte
- Leipzig, Gewandhaus
- Leipzig, Universität
- Leipzig, Museum der bildenden Künste (Leihgabe Gewandhaus)
- Lüttenort (Koserow), Gedenkatelier Otto Niemeyer-Holstein
- Rostock, Kunsthalle
- Rostock, Stadthalle
- Rostock, Universität
- Rostock, Volkstheater
- Rostock, DRK Pflege- und Seniorenheim Evershagen
- Schwerin, Staatliches Museum
- Szczecin (Stettin), Nationalmuseum
- Stralsund, Kulturhistorisches Museum
- Stralsund, Theater Vorpommern
- Ückeritz, Evangelische Kirche Koserow, (z. Zt. Gemeindehaus Koserow)

Zahlreiche baugebundene Arbeiten befinden sich in Schulen, Kindergärten, Theatern, Kinos, Krankenhäusern, Ferienheimen, Hotels und Schiffen in Mecklenburg-Vorpommern.

## Ausstellungen
Kandt-Horn beteiligte sich an allen wesentlichen Kunstausstellungen der DDR, u. a. von 1953 bis 1983 an sechs Deutschen Kunstausstellungen bzw. Kunstausstellungen der DDR in Dresden, und zahlreichen Ausstellungen im Ausland, u. a. in den Städten Prag, Bratislava, Moskau, Leningrad, Riga, Helsinki, Neu-Delhi, Warschau, Krakau, Szczecin, Damaskus, Genua, Livorno, Wien, Bonn und Güstrow.
Einzelausstellungen hatte sie in Eisenach, Weimar, Magdeburg, Arnstadt, Sondershausen, Schwerin, Berlin, Erfurt, Bad Kösen, Ahrenshoop, Rostock, Stralsund, Riga, Szczecin, Krakau, Greifswald, Halle, Leipzig, Eisenhüttenstadt, Steinau an der Straße und Heringsdorf.

### Auswahl
- April bis Mai 1964: Thüringer Museum in Eisenach (gemeinsam mit Manfred Kandt)
- 1966: Berlin, Pavillon „Moderne Kunst“ (mit Doris Kahane, Vera Kopetz und Wilma Pietzke)
- Mai bis Oktober 1968: Malerei und Druckgrafik im Thüringer Museum in Eisenach, Schlossmuseum Arnstadt und Schlossmuseum Sondershausen
- März bis April 1974: Kunsthalle Rostock
- November 1979 bis Januar 1980: Staatliche Galerie Moritzburg
- April bis Mai 1981: Klubgalerie in Leipzig
- 1984: Kunsthalle Rostock
- 1988: „Menschen, Meer und Mythen“, im Kulturhistorischen Museum Rostock
- 2008–2009: Nackt und natürlich, in Greifswald (Gemeinschaftsausstellung mit Werken von Günter Rössler, Susanne Kandt-Horn, Otto Niemeyer-Holstein und Sabine Curio)[14]
- 2014: „100 Jahre Susanne Kandt-Horn“, Museum Wolgast (8. August – 29. September 2014)

## Ehrungen
- 1956: Johannes-R.-Becher-Medaille
- 1977: Kunstpreis des Rates des Bezirkes Rostock. Diplom für Malerei des Komitees für Bildende Kunst der Stadt Szczecin
- 1979: Nationalpreis der DDR III. Klasse (für den „Anteil an der Gestaltung des Menschenbildes in der Malerei“)
- 1984: Vaterländischer Verdienstorden in Gold